# Cyrix III
Cyrix III — x86-совместимый процессор с процессорным разъемом Socket 370. Компания VIA Technologies начала производство этих процессоров в феврале 2000 года, вскоре после приобретения компаний Centaur Technology и Cyrix. Процессор Cyrix III должен был использовать ядро, разработанное одной из этих компаний.

## Ядра процессора

### Joshua
Опытные образцы процессора Cyrix III были созданы на основе ядра Joshua разработки Cyrix, содержащего 22 миллиона транзисторов. Это ядро обладало типичными для процессоров Cyrix характеристиками: суперскалярным и спекулятивным выполнением команд, высоким темпом выполнения инструкций при сравнительно низкой тактовой частоте.
Чтобы подчеркнуть большую производительность своей разработки по сравнению с предложениями конкурентов, Cyrix использовала P-рейтинг, численно превосходящий тактовую частоту. Предположительно, блок вычислений с плавающей запятой был улучшен по сравнению с недостаточно производительным у линейки 6x86/MII. Однако, когда процессор попал в руки обозревателей, средняя производительность в целочисленных и вещественных вычислениях оказалась очень низкой по сравнению с конкурентами. Негативно был воспринят и тот факт, что линейка Cyrix 6x86 не обладала 100% совместимостью с процессорами Pentium и была совместима лишь с 486 процессорами.

### Samuel
Поскольку тепловыделение, размер и производительность ядра Joshua оказались неудовлетворительными, компания VIA вскоре переключилась на ядро Samuel разработки Centaur Technology. Ядро Samuel содержало 11 миллионов транзисторов, обладало более простым дизайном, являясь эволюцией процессоров WinChip (не вышедшей версией WinChip 4). Ядро Samuel было разработано для более высоких тактовых частот, обладало большим размером кэша L1 (но не имело кэша L2) и использовало более тонкий техпроцесс. Хотя эта версия процессора Cyrix III все ещё не могла напрямую конкурировать с процессорами Intel и AMD, она была весьма энергоэффективна и содержала вдвое меньше транзисторов по сравнению с опытными образцами.
Компания VIA отказалась от использования раскритикованного P-рейтинга при обозначении новых процессоров на ядре Samuel в пользу обозначения фактического значения тактовой частоты.

### Samuel 2
Ядро Samuel 2 это ревизия ядра Samuel. Команда разработчиков Centaur Technology добавила в состав процессора кэш L2 объёмом 64 КБ и перевела его на производственный процесс 150 нм. Эти изменения повысили темп выполнения инструкций, сократили энергопотребление и улучшили масштабируемость по тактовой частоте.

## Переименование
Процессор VIA Cyrix III позже был переименован в VIA C3, так как он не использовал технологий, разработанных Cyrix.